# Tsou (Volk)

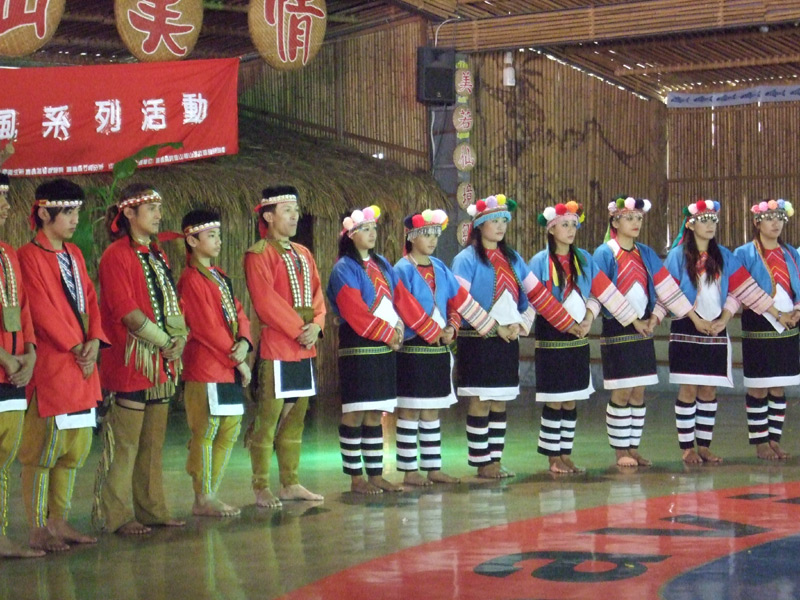
Vor einem folkloristischen Tanz, 2008

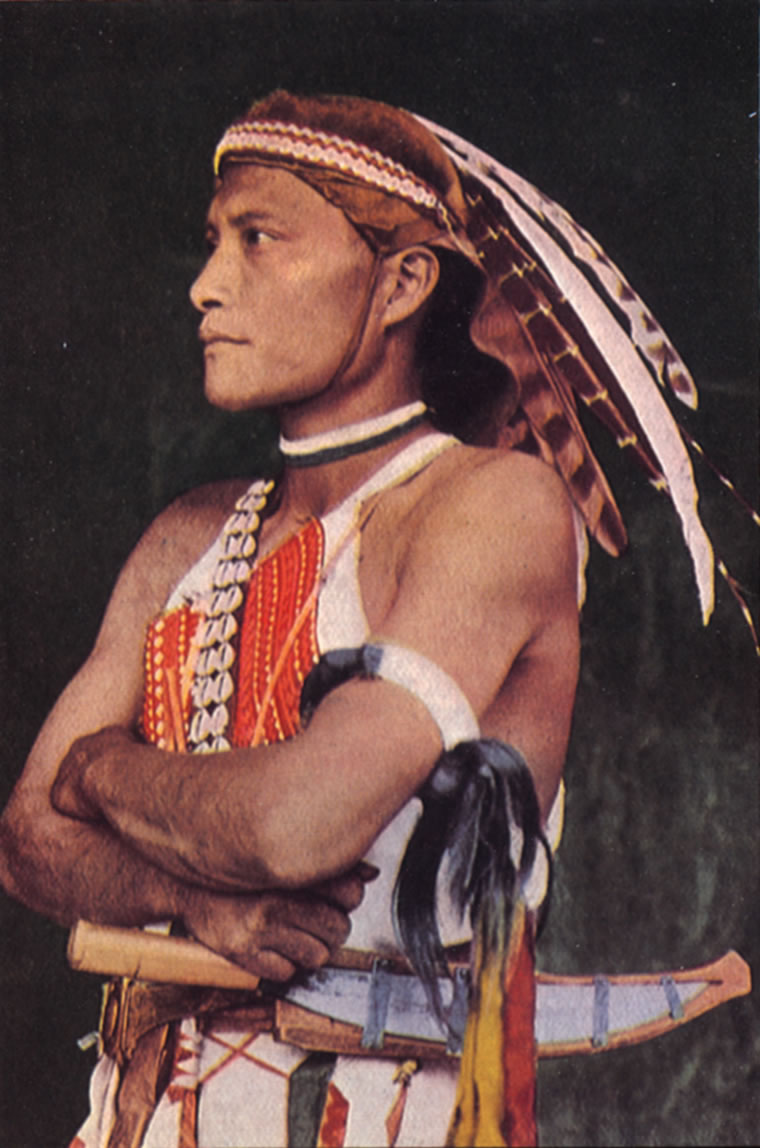
Junger Tsou, kolorierte Aufnahme, vor 1945

Die Tsou (chinesisch: 鄒族 Zōu zú) sind ein indigenes Volk mit 6890 Angehörigen (Oktober 2024) in der Landkreisen Chiayi und Nantou auf Taiwan.

## Mythos
In der mündlichen Überlieferung der Tsou gibt es einige Sagen, die von frühen Wanderungen der Vorfahren berichten. Einer Erzählung zufolge entstanden die Tsou aus Blättern, die der Himmelsgott Hamo (哈莫) von einem Ahornbaum geschüttelt hatte. Nach einiger Zeit kam es zu einer Sintflut, vor der sich die Tsou auf den Yushan retteten. Als das Wasser zurückging, folgten sie den Fußstapfen, die Hamo für sie hinterlassen hatte, und kamen an den Ort, wo heute die Siedlung Tfuya liegt. Hier ließen sie sich nieder.

## Geschichte

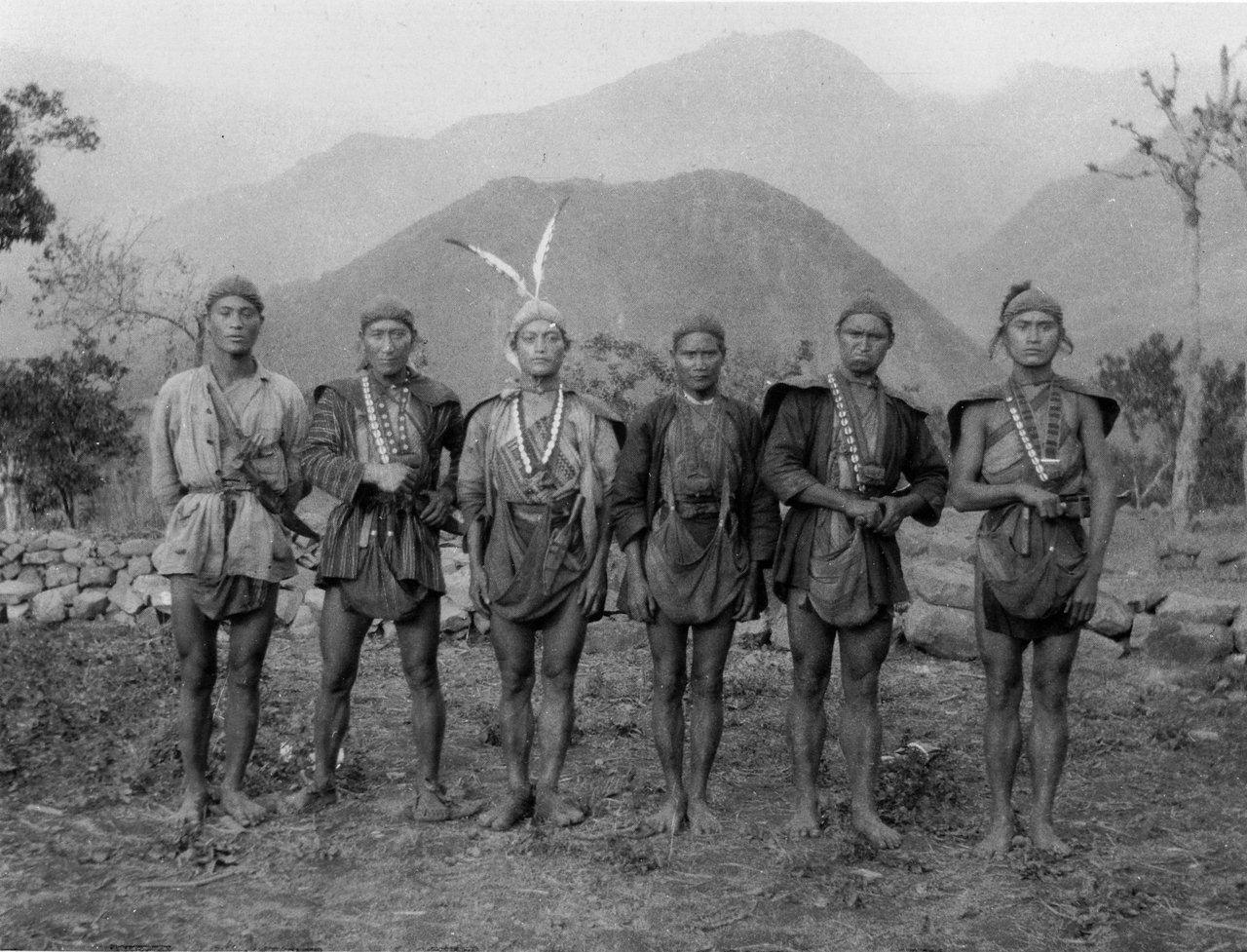
Tsou (1900)

Das Siedlungsgebiet der Tsou liegt am südwestlichen Hang des Taiwanischen Zentralgebirges im Gebiet der Landkreise Chiayi und Nantou. Erste schriftliche Aufzeichnungen über sie stammen von niederländischen Kolonisatoren im 17. Jahrhundert. Während der japanischen Herrschaft über Taiwan (1895–1945) verteilte sich das Volk auf die vier Siedlungen Tfuya, Tapangᵾ, Imucu and Luhtu im Gebiet der heutigen Landgemeinde Alishan im Landkreis Chiayi. Heute sind als Hauptsiedlungen nur noch Tfuya (特富野 Tefuye) und Tapangᵾ (達邦 Dabang) übrig, weitere Tsou leben im benachbarten Landkreis Nantou.
Während der japanischen Kolonialzeit wurden die indigenen Völker Taiwans erstmals ethnologisch erforscht. Man teilte die Tsou in eine nördliche und eine südliche Gruppe. Im Zuge des erwachenden indigenen Selbstbewusstseins Ende des 20. Jahrhunderts und der Intensivierung ethnologischer Forschung, die neue Erkenntnisse brachte, spalteten sich die zwei Völker der Kanakanavu und der Hla’alua (Saaroa), die zuvor die südliche Gruppe ausmachten, von den Tsou ab und wurden 2014 durch die taiwanische Regierung als eigenständig anerkannt.

## Kultur

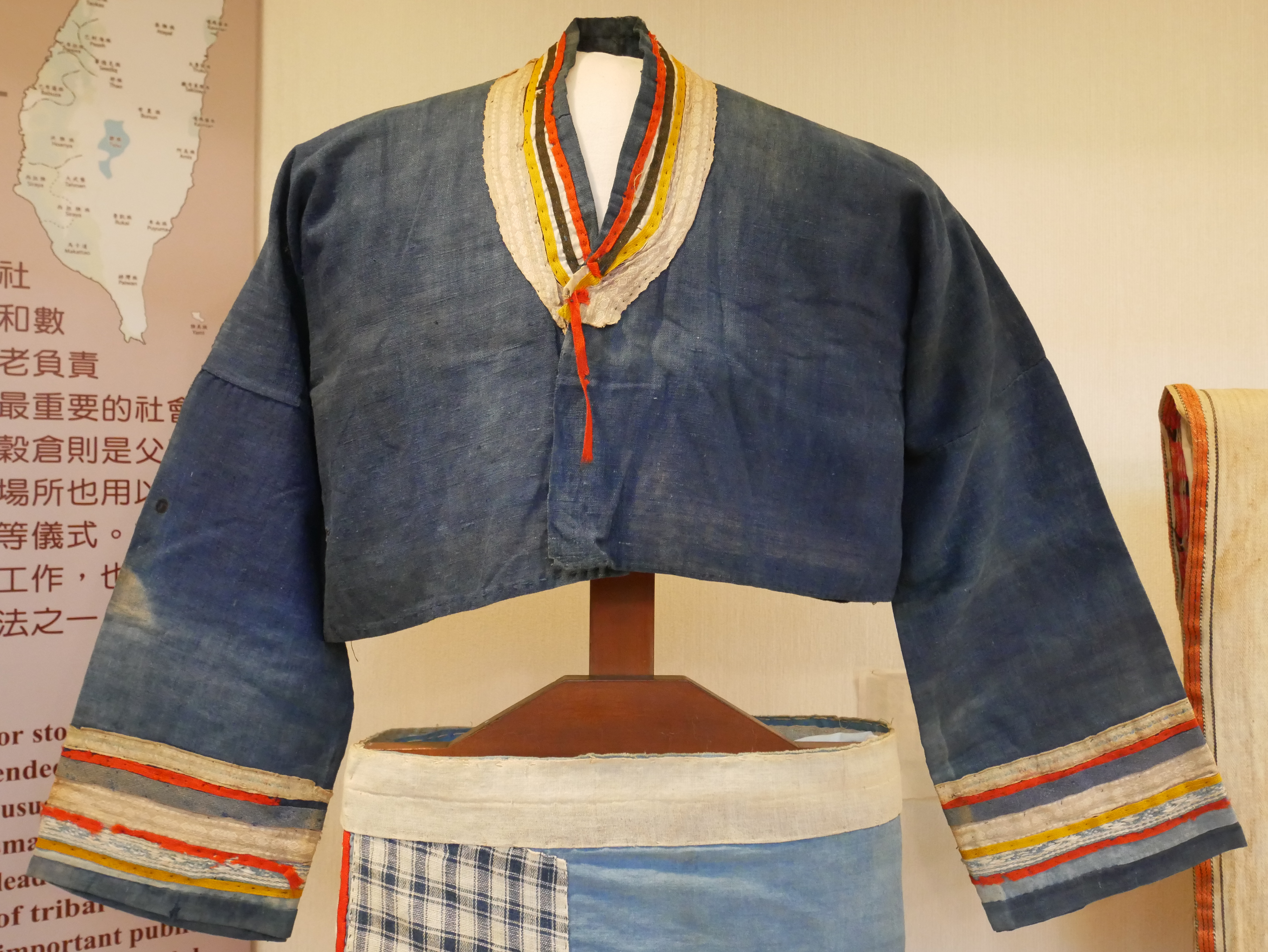
Frauen-Oberbekleidung (spätestens 1929 gefertigt)

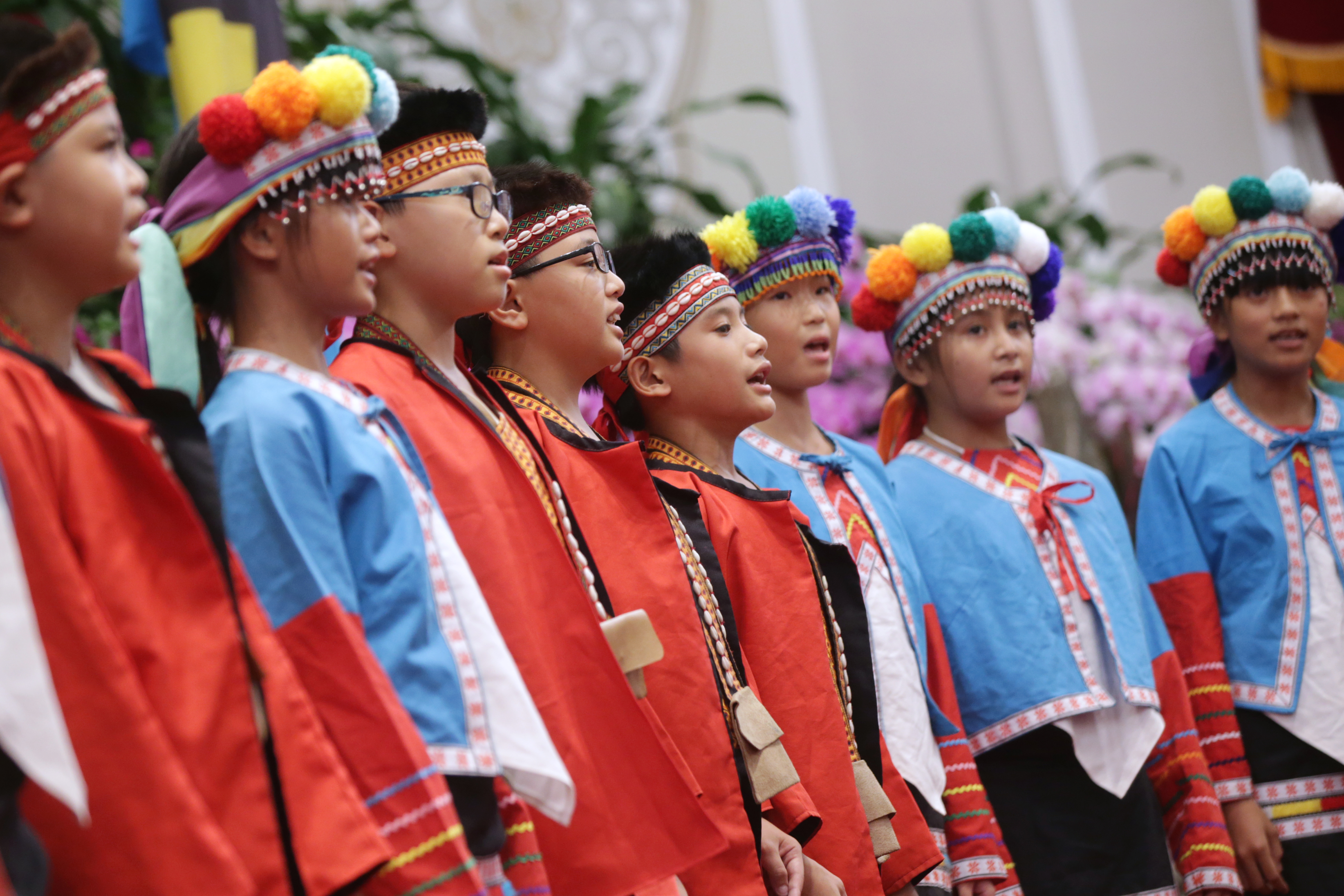
Singende Tsou-Kinder in Alishan (Chiayi)

Die traditionelle Kleidung der Tsou wurde zumeist aus Leder und Leinen, später aus Baumwolle gefertigt. Zu festlichen Anlässen tragen Männer vorwiegend rote Oberkleider und einfarbige Hosen, während für Frauen blaue Westen oder Hemden sowie schwarze Röcke typisch sind. Männliche Kopfbedeckungen  werden mit Federn von Adlern oder Swinhoe- bzw. Mikadofasanen, weibliche mit bunten Bommeln geschmückt. Ein beliebter männlicher Schmuck sind Wildschweinzähne.
Die Tsou verehrten traditionell eine Vielzahl von Göttern und Geistern und glaubten an mythologische Wesen wie Riesen, Zwerge und andere Fabelwesen. Die drei wichtigsten Feste im Jahr sind das Fest der Aussaat, das Hirsefest (Homeyaya, ein Erntefest) und das Kriegerfest (Mayasvi), das heute als Fest zur Stärkung der Gemeinschaft interpretiert wird. Viele Tsou gehören heute dem christlichen Glauben an.
Die Sprache der Tsou gehört wie alle Formosa-Sprachen zu den austronesischen Sprachen. Sie ist in ihrem Bestand bedroht und wird nur noch von wenigen älteren Menschen fließend gesprochen. Seit dem Ende des 20. Jahrhunderts werden Anstrengungen zum Erhalt der Sprache unternommen und Kurse angeboten, sodass die Sprachbeherrschung, vor allem das passive Verstehen, auch bei jungen Stammesangehörigen wieder im Kommen ist.